# Hans Flohr (Fußballspieler, 1926)
Hans Flohr (* 13. August 1926) war ein deutscher Fußballspieler.
Flohr war ein Abwehrspieler, der zwischen 1951 und 1959 für Bayer 04 Leverkusen in der Oberliga West in 112 Spielen antrat und dabei 5 Tore schoss. Nach dem Ende seiner Laufbahn spielte er noch in der von Fredy Mutz gegründeten Traditions-Elf von Bayer 04.
Er stieg als Spieler von Bayer 04 Leverkusen 1951 in die damals erstklassige Oberliga auf. Floh kam 1951 von Idar-Oberstein zu Bayer 04. Er schoss 1954 in der Oberliga West gegen Borussia Mönchengladbach in der ersten Minute eines der schnellsten Tore in der Geschichte der Oberliga.

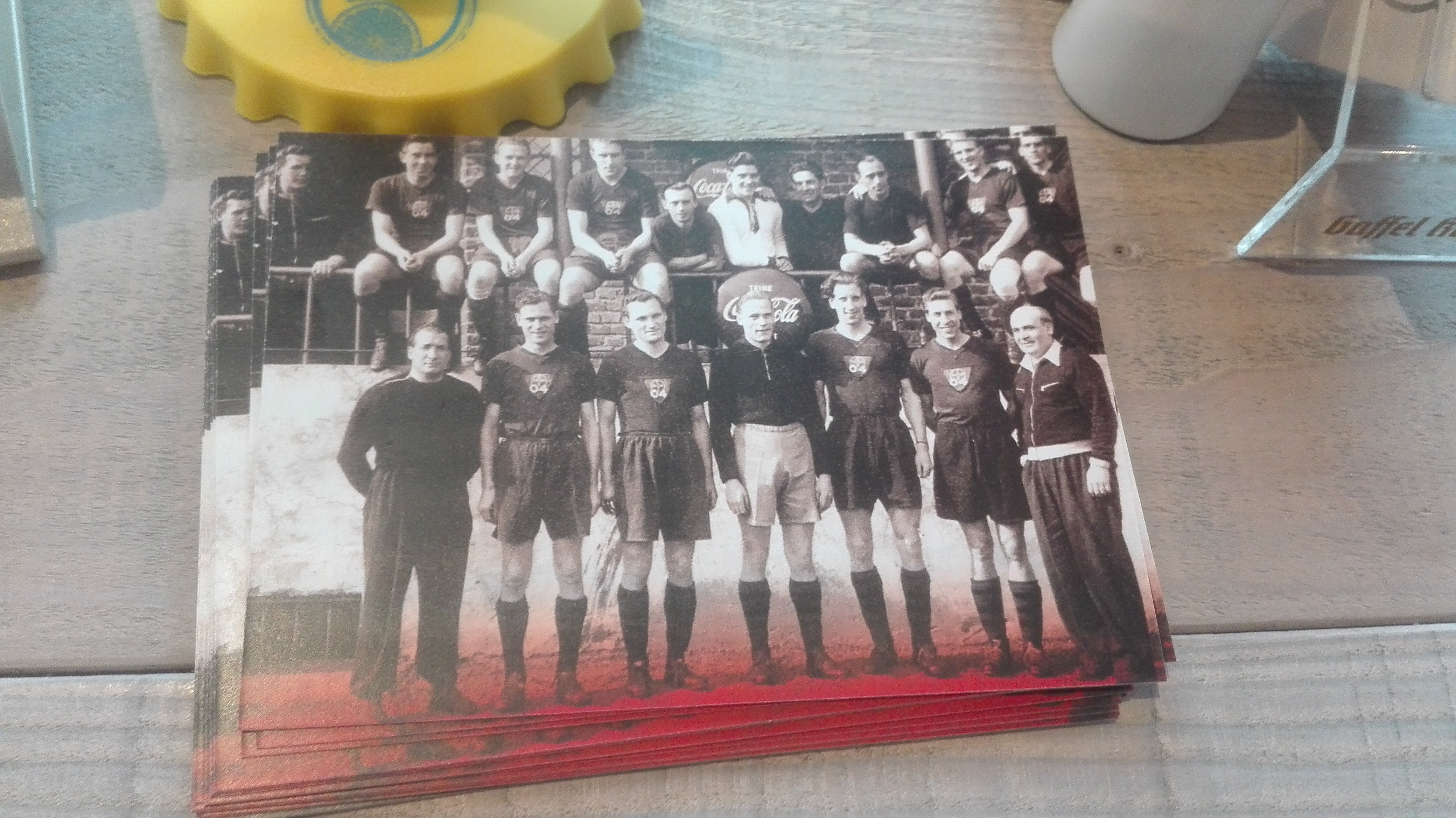
Aufstiegsmannschaft von 1951 inkl. Hans Flohr (obere Reihe, zweiter Spieler von links)

In einer Vereinsmitteilung aus dem Dezember 1960 fand man rückblickend auf die Karriere des Abwehrmannes folgende Worte:
"Bei seinem Abtreten erinnern wir uns noch gern der Zeiten, als Hans Flohr in der Abwehr immer dort eingesetzt wurde, wo es galt, einen Spitzenspieler nicht zur Entfaltung seines Könnens kommen zu lassen. Er brachte es fertig einen Helmut Rahn in seiner Bestzeit zur Verzweiflung zu bringen. Wir sind dem Fußballer und Menschen Hans Flohr Dank schuldig für seine Leistungen und für seine Begeisterung[,] mit der er alle Spiele im schwarz-roten Trikot bestritt."